# Marquesado de Santiago
El marquesado de Santiago es un título nobiliario español creado —con la primitiva denominación de marqués de Uterviejo— por Real Decreto de Felipe V del 20 de diciembre de 1706 a favor de Francisco Esteban Rodríguez de los Ríos Ledesma y Bernal. El Real Despacho, expedido el 31 siguiente, mudaba la denominación por la actual y cancelaba el vizcondado previo de San Esteban.
Dichas denominaciones aludían a sendos lugares de señorío jurisdiccional del concesionario, arrabales de la ciudad de Huete en la diócesis y actual provincia de Cuenca: la aldea y parroquia de Uterviejo (perteneciente entonces al municipio de Caracenilla, después incorporado a Huete) y la antigua villa de Cuevas de Santiago, que por entonces ya era un caserío del municipio de Mazarulleque (hoy del Valle de Altomira).
El concesionario fue proveedor general de los ejércitos de Felipe V durante la Guerra de Sucesión y arrendatario de diversas rentas reales (como las de la sal, de la Santa Cruzada, el tercio diezmo y del maestrazgo de las Órdenes Militares). El otorgamiento del marquesado y de los señoríos que le dieron denominación fue resultado de una transacción con la Real Hacienda, que así saldaba las deudas que mantenía con el asentista por sus suministros al ejército.

## Desambiguación: Los dos marquesados de Santiago
Otro título del Reino con la misma denominación de marqués de Santiago ya existía desde el 14 de julio de 1660, concedido por Felipe IV a Dionisio Pérez Manrique de Lara. Quedó vacante a finales del siglo XIX por muerte del quinto marqués, Juan Félix de Encalada y Ceballos. Y en 1917 fue rehabilitado con la nueva denominación de marqués de Villamayor de Santiago. Algo más sobre el origen de este título se dice en la voz sobre el linaje Larrea.
Se trata de dos títulos distintos e independientes, que durante más de un siglo coexistieron con igual denominación. Curiosamente, es el más moderno (creado en 1706) el que ha conservado la denominación original, mientras que el primitivo (concedido en 1660) la mudó como queda dicho. Tal cambio puso fin a una anómala duplicidad: un caso que se ha dado en pocas ocasiones en la historia nobiliaria española.
Aunque no hace falta decirlo, otros títulos de parecida denominación, pero distintos y que no se han de confundir con los anteriores, son: el marquesado de Santiago de Oropesa (concedido en 1614 a María de Loyola y Coya Inca, de sangre real incaica), el marquesado del Valle de Santiago (creado en 1703) y el marquesado de San Felipe y Santiago (otorgado en 1713 a Juan Núñez del Castillo, fundador de la ciudad de San Felipe y Santiago de Bejucal en Cuba).
El comediógrafo Jardiel Poncela, en su novela ¡Espérame en Siberia, vida mía! (publicada en 1930 y llevada al cine varias veces) creó el personaje de ficción del marqués del Corcel de Santiago.

## Marqueses de Santiago
|                       | Titular                                                      | Periodo               |
| Creación por Felipe V | Creación por Felipe V                                        | Creación por Felipe V |
| --------------------- | ------------------------------------------------------------ | --------------------- |
| I                     | Francisco Esteban Rodríguez de los Ríos Ledesma y Bernal     | 1706-1727             |
| II                    | Fernando Agustín Rodríguez de los Ríos y Bueno               | c.1728-c.1748         |
| III                   | Cayetano Rodríguez de los Ríos y Álvarez de Esquivel         | c.1755-a.1795         |
| IV                    | Fernando Rodríguez de los Ríos y Armendáriz                  | a.1795-a.1798         |
| V                     | María de la Soledad Rodríguez de los Ríos y Lasso de la Vega | a.1798-1807           |
| VI                    | Antonio María Bernaldo de Quirós y Rodríguez de los Ríos     | 1808-1836             |
| VII                   | Antonio Hipólito Bernaldo de Quirós y Colón de Larreátegui   | 1845-1848             |
| VIII                  | Pedro Pablo Bernaldo de Quirós y Colón de Larreátegui        | 1852-1861             |
| IX                    | Carlos José Bernaldo de Quirós y Colón de Larreátegui        | 1861-1885             |
| X                     | Salvador Bernaldo de Quirós y Arenas                         | 1887-1891             |
| XI                    | Juan Bernaldo de Quirós y Acosta                             | 1912-1915             |
| XII                   | Miguel Bernaldo de Quirós y Acosta                           | 1915-c.1937           |
| XIII                  | María de las Mercedes Bernaldo de Quirós y Acosta            | 1951-1981             |
| XIV                   | María de la Gloria Lomba y Bernaldo de Quirós                | 1982-2011             |
| XV                    | María de la Gloria Bertolá y Lomba (actual titular)          | 2012-actual           |

(Clic sobre el ordinal para ir a la historia de cada titular)

## Historia de los marqueses de Santiago

### Concesionario
El título fue creado a favor de

#### Francisco Esteban Rodríguez de los Ríos Ledesma y Bernal
I marqués de Santiago, señor de Uterviejo y de la villa de Cuevas de Santiago, familiar del Santo Oficio, proveedor general de los Reales Ejércitos, Secretario de S.M. el Rey Felipe V, y su consejero en la Contaduría Mayor del Supremo de Hacienda, comisario de Cruzada, administrador general de las rentas de los maestrazgos de las tres Órdenes Militares de Calatrava, Santiago y Alcántara, y tesorero general de las rentas de las Reales Salinas de los partidos de Castilla la Vieja, Zamora, Atienza, Espartinas y Cuenca.
Natural de Madrid, recibió el bautismo en la parroquial de San Ginés el 8 de diciembre de 1648; testó el 18 de septiembre de 1720 a fe de Gabriel de Nevares, escribano de Madrid, fundando varios mayorazgos, con facultad real, y cuantiosas obras pías; murió a finales de 1727 y fue enterrado, según había dispuesto, en la iglesia conventual de la Concepción de la misma villa, debajo del coro. En enero del año siguiente se hizo inventario de sus bienes, pero los autos de partición de su herencia no se instruyeron hasta 1732.
Siendo ya marqués, Francisco Esteban fue insaculado en Madrid para las elecciones de Alcaldes de la Mesta en los años 1720, 23, 27 y 28, calidad que sería aducida como prueba de nobleza por sus descendientes.

#### Concesión de los señoríos y el título
Obtuvo las jurisdicciones y el marquesado como resultado de una transacción con José de Grimaldo, ministro de Hacienda de Felipe V. Otorgando estas mercedes, la Real Hacienda  saldaba las deudas que mantenía con el concesionario por su actividad de proveedor de los ejércitos durante la Guerra de Sucesión. Los lugares de Uterviejo y Cuevas de Santiago —antiguos señoríos del linaje optense de los Rodríguez de la Encina— habían sido incorporados por la Corona poco antes, y su jurisdicción le fue concedida a Francisco Esteban Rodríguez de los Ríos mediante el mismo Real Decreto que le creaba marqués de Uterviejo, dado el 20 de diciembre de 1706. El siguiente día 31 se le despachó la Real Carta, que mudaba dicha denominación por la de marqués de Santiago y cancelaba el vizcondado previo de San Esteban.

#### Mecenazgo y patronato
Fue un verdadero mecenas de numerosos artistas, y reunió una notable colección de pintura —sobre todo retratos y cuadros de tema religioso— con obras de Murillo, Antolínez, Palomino, los Castrejón, etc., según consta de un inventario formado en 1738.
La munificencia de este patricio dejó en Madrid notables monumentos de religión, de caridad y de amor a las bellas artes:
El más hermoso fue la capilla de Nuestra Señora de Belén: un espacioso templo que comunicaba con la iglesia del Hospital del Amor de Dios (o de Antón Martín, después Hospital General). Los hermanos de San Juan de Dios iniciaron la construcción de esta capilla en 1713, pero las obras quedaron pronto suspensas por falta de fondos. Hasta que, por escritura del 24 de marzo de 1714, se hizo cargo del patronato el marqués de Santiago, quien encargó nuevos planos al maestro Gabriel Valenciano para hacerla más grande y suntuosa. Tenía planta de cruz latina, y la nave medía 23 metros de largo y poco menos de ocho de ancho. Trazada en orden corintio y compuesto, muy barroca, tenía un cimborrio ochavado sostenido por arcos torales y rematado en cúpula, cuyo vértice, situado a 25 metros de altura, se abría a una linterna de cuatro metros más. Los paramentos, bóvedas y pechinas estaban pintados al fresco y decorados con molduras y relieves de piedras duras y de bronce dorado; el zócalo del retablo mayor era de jaspe; dicho retablo y los de los altares colaterales estaban labrados en lapislázuli, lo mismo que el frente de altar, el sagrario y las gradas. Durante más de un siglo, la devota imagen de Nuestra Señora de Belén sería honrada en esta capilla por la realeza, nobleza, clero y pueblo de Madrid.
Por otra escritura del 18 de marzo de 1720, fundó y dotó un convento de clérigos regulares camilos, llamados Agonizantes por dedicarse a estos enfermos. Esta casa e iglesia, bajo la advocación de Santa Rosalía, se habían de levantar enfrente del dicho Hospital General, en el solar de unas casas que poseía el marqués en la calle de Atocha, esquina a la de San Blas. Las obras se prolongaron muchos años, y no se habían rematado aún en 1836, cuando los buenos padres fueron exclaustrados.
También fue gran benefactor del convento de la Purísima Concepción, llamado de Don Juan de Alarcón, cuyo patronato adquirió el 1.º de agosto de 1720. Era a la sazón Comendadora del cenobio su hija mayor, y tenía otra hija monja en el mismo. Para su propio entierro, el marqués eligió el sotacoro de la iglesia conventual, y a tal fin labró en mármoles las sepulturas, altar y retablo; alhajó la capilla con yeserías, pinturas y todo su ajuar litúrgico, y fundó numerosas misas. Después de sus días, también profesó aquí su viuda.
Asimismo, los primeros marqueses de Santiago fundaron y dotaron largamente la capilla de San José de la iglesia conventual de San Hermenegildo de PP. Carmelitas Descalzos (actual iglesia parroquial de San José). Sobre la puerta de dicha capilla campeaba el escudo de los fundadores, cuya memoria honraban también dos lápidas de mármol negro con letras doradas «que la una relaciona cómo Don Francisco Esteban de los Ríos, Familiar del Santo Oficio, y Doña María Bueno su muger, la dotaron por los años 1676 y 1695, y se menciona la Escriptura pública de dicho Patronato como de las Memorias dexadas por Don Juan Rodríguez de los Ríos su padre. Y en la otra lápide se lee cómo Doña María Bueno, muger de Don Francisco Rodríguez de los Ríos, y Don Fernando Rodríguez de los Ríos y Bueno, hazen Fundación de otras Memorias en dicha Capilla como Patronos de ella».

#### Ascendencia

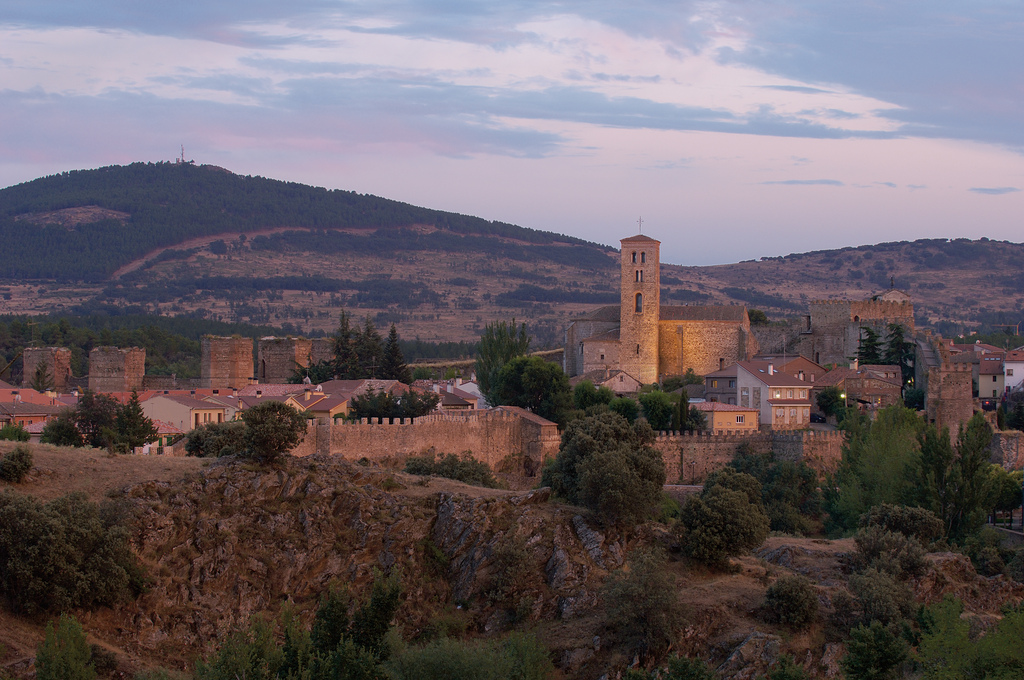
La villa de Buitrago del Lozoya (Madrid), de donde eran oriundos los Rodríguez de los Ríos.

Era hijo primogénito y sucesor de Juan Rodríguez de Ledesma, natural de San Felices de los Gallegos (en la Raya de Salamanca), bautizado en la Asunción el 24 de enero de 1619, y de Francisca Bernal de los Ríos, natural de Madrid, donde casaron el 28 de abril de 1640, hija a su vez de Juan Bernal Ruiz y de Juana de los Ríos. Ambos habían muerto antes del fin del siglo XVII.
El padre del I marqués había sido también tesorero general de las Reales Salinas y coleccionista de arte. Testó en Madrid ante Jerónimo de Torres el 18 de enero de 1683, declarando por hijos del matrimonio a Francisco Esteban, a Manuel, a Juan Valentín y a Francisca Rodríguez de los Ríos, mujer de José de Anchía. El segundo de los varones, Manuel, nacido en Madrid en 1655, casó con María de Coca y Muriel de Berrocal, de igual naturaleza, y fue padre del santiaguista Francisco Javier Rodríguez de los Ríos y Coca, ayuda de cámara de S.M. Y el menor, Juan Rodríguez de los Ríos, fue Secretario de S.M. y edificó a sus expensas el Oratorio de San Felipe Neri de Sevilla, donde fue enterrado.
Sus abuelos paternos fueron Francisco Rodríguez de Ledesma, natural de Lumbreras (La Rioja), y Ana García, que lo era de San Felices. Pero los Rodríguez eran de origen butragueño. El citado abuelo del I marqués hizo información de nobleza en Lumbreras en 1623, por la que consta que era hijo de Fernando Rodríguez y nieto de Pedro Rodríguez, naturales y vecinos de Buitrago del Lozoya, donde gozaban de la calidad de hidalgos y desempeñaron oficios municipales por el Estado noble.

#### Matrimonios e hijos
Casó dos veces: la primera en su parroquia natal el 3 de diciembre de 1667 con María Bueno y Mansilla, natural también de Madrid, que fue bautizada en la misma iglesia el 22 de diciembre de 1652 y testó el 21 de marzo de 1697. Era hermana de Lucas y de Isidro Bueno y Mansilla, alcaldes de la Mesta en 1674, e hija de Juan Bueno Guijarro, familiar del Santo Oficio, natural y alcalde noble de la Hermandad de la villa de Barajas, y de Isabel de Mansilla y Bremans, nacida en la de Madrid.
Y segunda vez casó el marqués con María Anastasia Bonilla y Malo, de la que no tuvo prole. En 1728 esta señora «a pocos días de la muerte de su marido» y de que fuera enterrado en la Concepción, se retiró a este mismo convento, donde ya eran monjas dos de sus hijastras.
Del primer matrimonio nacieron siete hijos:
1. La mayor fue María Antonia Josefa Rodríguez de los Ríos y Bueno, que se llamó en religión sor María Antonia de Jesús. Debió de nacer en 1672 y murió el 26 de mayo de 1748. El 4 de octubre de 1685 se capituló que entraría mercedaria descalza en el convento de Don Juan de Alarcón, ya citado, lo que se cumplió el 7 de junio de 1689.[34] Desde 1705 hasta su muerte, fue comendadora del convento, donde aún se conservan dos retratos suyos. En el primero, pintado por Antonio de Castrejón, una «marquesita de Santiago» adolescente viste ropas galantes y de alegre colorido, aunque en el ángulo superior izquierdo se anuncia su inminente entrada en religión mediante la escena —pintada dentro de un resplandor— de la Virgen de la Merced imponiendo su escapulario a una novicia. El otro datará del final de su vida —si no es póstumo—, aunque el pintor rejuvenece los rasgos de la comendadora; lleva una larga leyenda conmemorativa y está atribuido a González Ruiz.[35]
2. María Nicolasa Rodríguez de los Ríos y Bueno, natural de Madrid, que hizo dos veces información genealógica para casar con sendos caballeros de Santiago.[36] Contrajo primer matrimonio en 1696, a los catorce de edad, con el asentista navarro Juan de Sesma y Díaz de Tejada, contador de Resultas de S.M., administrador general de las Rentas Reales de Diezmos, Puertos y sus agregadas, y de la del Importe del Papel.[37] Natural de Mendavia y bautizado en San Juan el 1.º de marzo de 1663, estaba viudo de Francisca Ruiz de Gaona y era hijo de otro Juan de Sesma, nacido en la misma villa y oriundo de Allo, y de María Díaz de Tejada, natural de Lodosa. Tuvieron siete hijos, que por la prematura muerte del marido quedaron bajo tutela de Nicolasa. El mayor, llamado como su padre, continuaría al frente de los negocios familiares,[38] y otro, Manuel de Sesma, fue caballero de Calatrava.[39] Nicolasa volvió a casar en 1716 con el también asentista[40] y caballero de Santiago Antonio de Pontejos y de la Cagiga, I marqués de Casa Pontejos, gentilhombre y ayuda de cámara de S.M., viudo con hijos de Francisca Javiera de Anchía y Rodríguez de los Ríos (prima de su segunda mujer).[27] Natural de Santander y bautizado el 24 de junio de 1676, era hijo de Pedro de Pontejos y Salmón, de igual naturaleza, caballero de Calatrava, Pagador de las Cuatro Villas por S.M., y de Margarita de la Cajiga Bustamante, natural de Camargo.
3. Josefa María Rodríguez de los Ríos y Bueno, que casó en 1703 con Juan Tomás de Goyeneche e Irigoyen,[41] caballero de Santiago,[42] contador mayor de Hacienda, tesorero y caballerizo de la Reina viuda,[43] natural y señor del palacio de Goyenechea en el valle del Baztán (Navarra).[44] Tomás fue bautizado en la parroquial de San Juan de Arizcun el 27 de octubre de 1681 y era sobrino del influyente político y empresario Juan de Goyeneche y Gastón, socio principal del marqués de Santiago en sus negocios.[3] Hijo de Andrés de Goyeneche y Gastón, su hermano mayor, natural y señor de dicho palacio, y de María de Irigoyen y Lastiri, natural de Errazu en el mismo valle. No hubo prole de este matrimonio. El marido testó en Arizcun el 28 de junio de 1721 y murió ese mismo año a los 39 de edad, sucediéndole en la casa su hermano Juan Francisco de Goyeneche e Irigoyen, que en 1735 fue creado I marqués de Ugena.
4. Ángela Antonia Rodríguez de los Ríos y Bueno, que en 1706 hizo información de nobleza[45] para casar, según capitulaciones,[46] con Agustín López de Dicastillo y Méndez Testa, II conde de la Vega del Pozo, caballero de Calatrava,[47] natural de Pamplona y bautizado el 28 de agosto de 1683, hermano de la primera mujer del primogénito. Este matrimonio fue fugaz e infecundo por la prematura muerte del marido, y la condesa viuda entró en el convento de Don Juan de Alarcón, del que ya era Comendadora su hermana mayor. El 16 de febrero de 1717, siendo novicia de este convento y habiendo pagado ya la dote, hizo renuncia de sus bienes y de ambas legítimas en favor de su padre.[48] Poco después profesó con el nombre de sor Ángela de Jesús.
5. Fernando Agustín Rodríguez de los Ríos y Bueno, que sigue.
6. Cayetano Rodríguez de los Ríos y Bueno, que murió mozo antes de que testase su padre.
7. Y María Eugenia Rodríguez de los Ríos y Bueno, primera poseedora de un mayorazgo que le fundó su padre por su citado testamento de 1720. Casó con Félix de Salabert Urriés de Castilla y Aguerri, IV marqués de Valdeolmos y III de la Torrecilla, regidor perpetuo de Madrid, caballero de Santiago,[49] que nació en Zaragoza el 17 de mayo de 1689 y finó en 1762. Hijo de Manuel Félix de Salabert Urriés de Castilla y Sora, del Consejo de S.M. en la Contaduría Mayor de Hacienda, natural de Borja, y de Josefa Teresa de Aguerri y Rivas, que lo era de Zaragoza, marquesa de la Torrecilla y de Valdeolmos (hermana y sucesora del I marqués de la Torrecilla e hija del I marqués de Valdeolmos). Con sucesión.

.

### Varonía Rodríguez de los Ríos

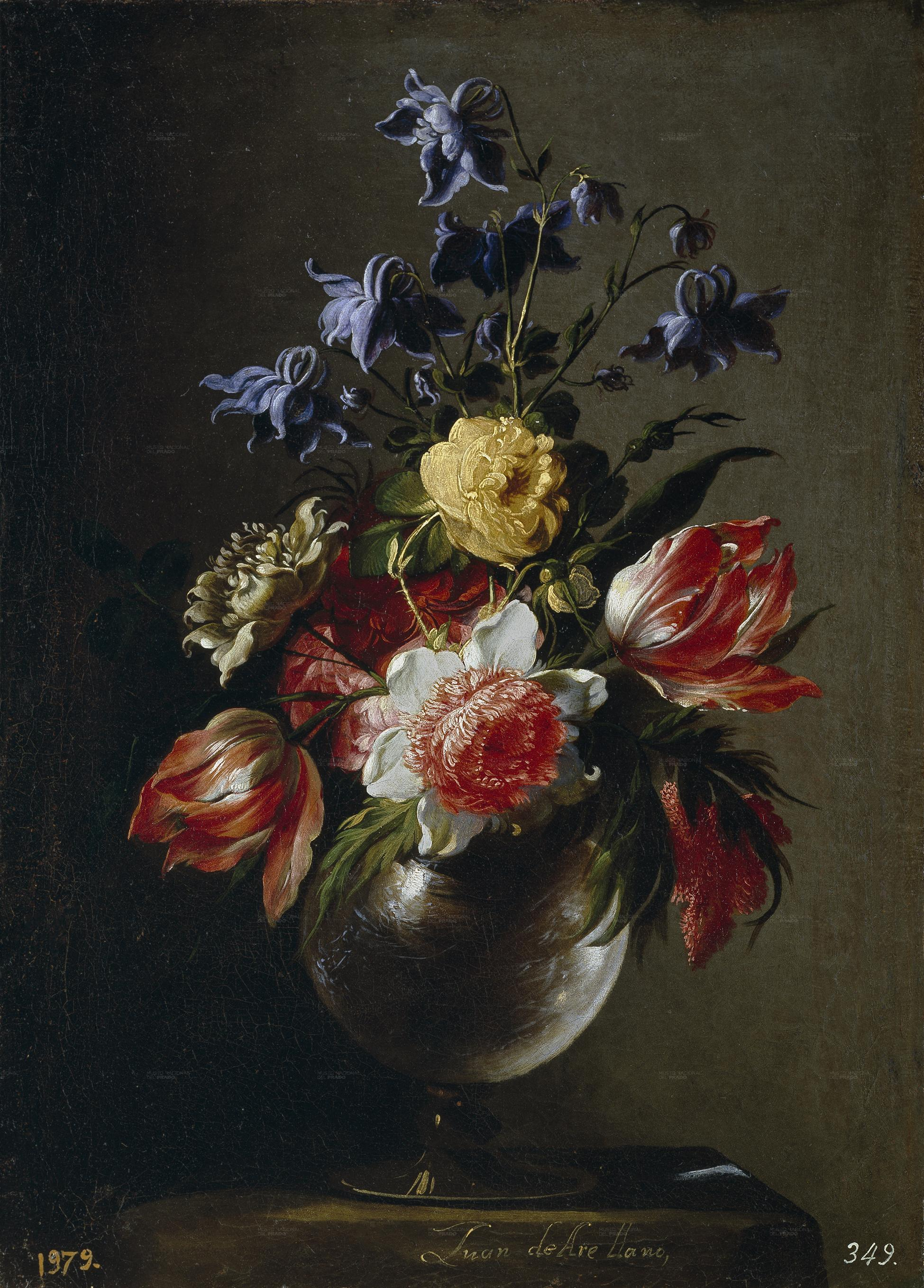
Entre las pinturas que el II marqués de Santiago heredó de su padre había seis floreros de Juan de Arellano, según el inventario de 1738. Juan de Arellano: Florero (circa 1670). Museo del Prado, Madrid.

Al concesionario le sucedió su hijo

#### Fernando Agustín Rodríguez de los Ríos y Bueno
II marqués de Santiago, señor de Uterviejo, caballero de Santiago, patrono del convento de Mercedarias de la Purísima Concepción y del de Agonizantes de Santa Rosalía, y de la capilla de Nuestra Señora de Belén del Hospital del Amor de Dios. Nació en Madrid el 5 de junio de 1688 y fue alguacil mayor en el Supremo Consejo de Castilla, gentilhombre de la Cámara de S.M., tesorero de rentas de las Salinas Reales —como su padre y abuelo— y académico honorario y fundador de la Real de Bellas Artes de San Fernando, por nombramiento de Felipe V.
Casó dos veces: la primera mediante capitulaciones otorgadas el 20 de noviembre de 1706 a testimonio de Gabriel de Nevares, con María Teresa López de Dicastillo y Méndez Testa, de la que enviudó sin descendencia. Era cuñada de su hermana Ángela e hija de Mateo López de Dicastillo, I conde de la Vega del Pozo, caballero de Calatrava, colegial mayor de San Ildefonso de Alcalá, consejero de Castilla, natural de Dicastillo (Navarra), y de Catalina Méndez Testa de la Lastra, casados el 20 de enero de 1681 en Madrid, parroquia de San Sebastián; nieta de Marcelo López de Dicastillo y Roldán, natural, regidor perpetuo y alcalde de Dicastillo, y de Jacinta López de Dicastillo, de igual naturaleza.
Y casó segunda vez en Madrid, el 2 de marzo de 1726, con Feliciana Álvarez de Bustamante y Esquivel, natural de Peñafiel y bautizada el 11 de marzo de 1706. Era hermana consanguínea de Miguel Álvarez, canónigo de la Catedral de Segovia, dignidad de arcediano de Cuéllar y capellán de Almadrones, y de Domingo Álvarez de Landázuri, también presbítero, que fue proveído por su cuñado el marqués para una capellanía que fundó. Estos eclesiásticos eran hijos de Jerónimo Álvarez de Bustamante, citado en el texto como padre de la marquesa, y de Alfonsa de Landázuri y Ocáriz, su segunda mujer, natural de Izurza en la merindad de Durango y señorío de Vizcaya. Hija de Jerónimo Álvarez de Bustamante y González de la Vega, natural de Madrid y oriundo de Peñafiel, y de María Ventura de Esquivel y Arce, su primera mujer, nacida en Valladolid el 20 de julio de 1682 y que otorgó poder para testar en Peñafiel ante Melchor Muñiz el 9 de septiembre de 1708. Los padres de Feliciana casaron en Valladolid el 2 de agosto de 1703, previas capitulaciones otorgadas el día anterior y en la misma ciudad ante Juan García, y se velaron en Peñafiel el siguiente día 8. Era nieta materna de Francisco Félix de Esquivel y Aldana, caballero de Calatrava, colegial y rector del Mayor de San Bartolomé en Salamanca, del Consejo de S.M., alcalde de Hijosdalgo de la Chancillería de Valladolid, y su Oidor, natural de Ventosa (La Rioja), y biznieta de Diego de Esquivel y Ugalde, natural de Vitoria, caballero de Santiago y Diputado General de la provincia de Álava en 1665.
Del segundo matrimonio nacieron dos hijos:
1. Cayetano Rodríguez de los Ríos y Álvarez de Esquivel, que sigue,
2. y Fernando Rodríguez de los Ríos y Álvarez de Esquivel,

Sucedió hacia 1755 su hijo

#### Cayetano Rodríguez de los Ríos y Álvarez de Esquivel
III marqués de Santiago, señor de Uterviejo, caballero de Alcántara, Gentilhombre de Cámara del Rey Carlos III, patrono de los conventos de la Concepción y de Agonizantes, y de la capilla de Belén del Hospital General, que nació en Madrid el 14 de mayo de 1727, testó en Madrid el 22 de enero de 1788 y murió antes de 1795. Siguió desempeñando el cargo de tesorero de Rentas de la Sal que también tuvieron su padre, abuelo y bisabuelo. Y aumentó mucho la pinacoteca formada por ellos, convirtiéndola en una de las mejores colecciones de pintura religiosa de la España de entonces. Incluía ya varios grecos, muchos y muy escogidos murillos, y el Cristo en casa de Marta y María de Velázquez, que actualmente está en la National Gallery de Londres.

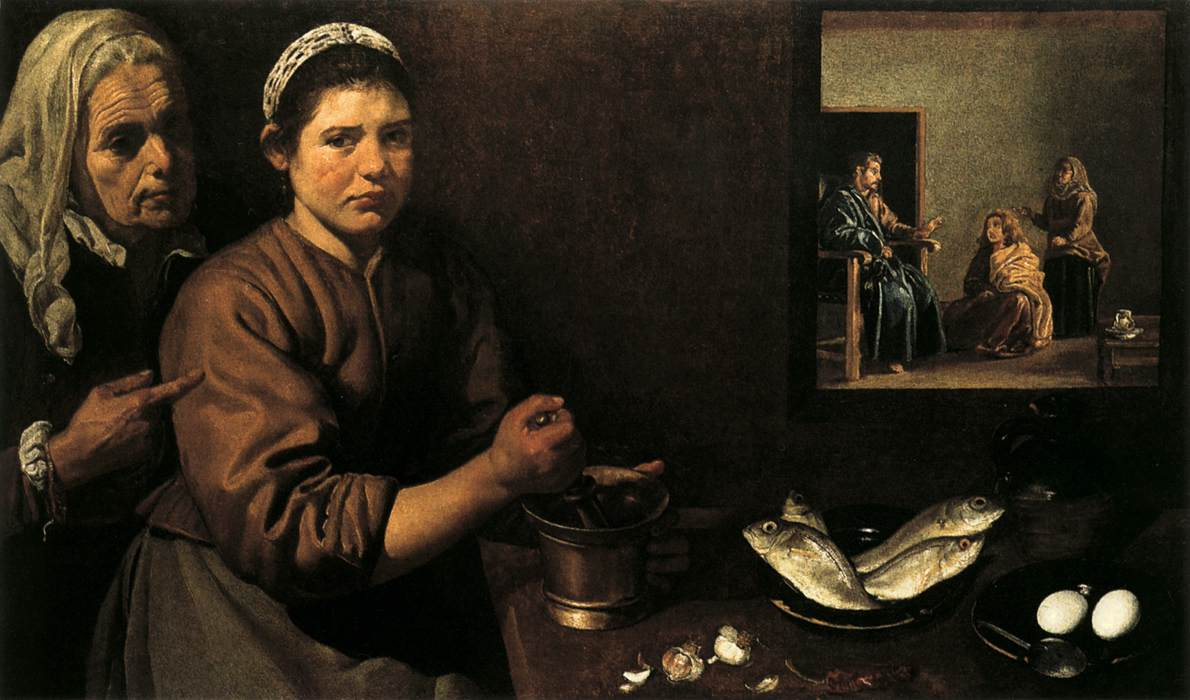
Cristo en casa de Marta y María de Diego Velázquez, (National Gallery, Londres).

Casó dos veces: primera en Ronda el 13 de junio de 1745 (las velaciones en Madrid el 9 de octubre de 1747) con Francisca de Paula de Jauche y Lasso de la Vega, V condesa de Zweveghem y IV marquesa de la Cimada, señora de muchos estados en Flandes y mayorazga en la provincia de Málaga. Natural de Sevilla, fue bautizada en San Pedro el Real el 7 de mayo de 1733 y murió en Madrid el 1.º de mayo de 1772. Era hija del Teniente General Carlos José de Jauche y d’Harchies de Ville, IV conde de Zweveghem, coronel de Guardias Valonas, caballero de Santiago, comendador de Zagra y Cenete en el Reino de Granada, natural de Gante, y de Ana Francisca de Paula Lasso de la Vega y Castillo, III marquesa de la Cimada, natural y señora de la villa de Pizarra.
Y segunda vez casó, con Real Licencia de 1776, con María Antonia de Armendáriz y Acedo, natural de Pamplona, hija de Juan Esteban de Armendáriz y Monreal, III marqués de Castelfuerte, y de Manuela de Acedo y Jiménez de Loyola, su primera mujer, hija a su vez de los señores de Acedo, Loyola y Riocavado, y hermana del I conde de Echauz.
De la primera nació
1. María de la Soledad Isidra Rodríguez de los Ríos y Lasso de la Vega, V marquesa de Santiago, de quien se hablará más abajo.

Y de la segunda,
1. Fernando Rodríguez de los Ríos y Armendáriz, que sigue.

Sucedió su hijo primogénito (habido del segundo matrimonio)

#### Fernando Rodríguez de los Ríos y Armendáriz
IV marqués de Santiago, poseedor de las jurisdicciones, vínculos y patronatos de su padre, que nació en 1777 y murió mozo antes de 1798. En 1795 solicitó permiso a S.M. para viajar a Inglaterra. Por entonces ya se titulaba marqués de Santiago, aunque tal vez no llegó a despachársele Real Carta pues murió poco después.
.

### La marquesa goyesca

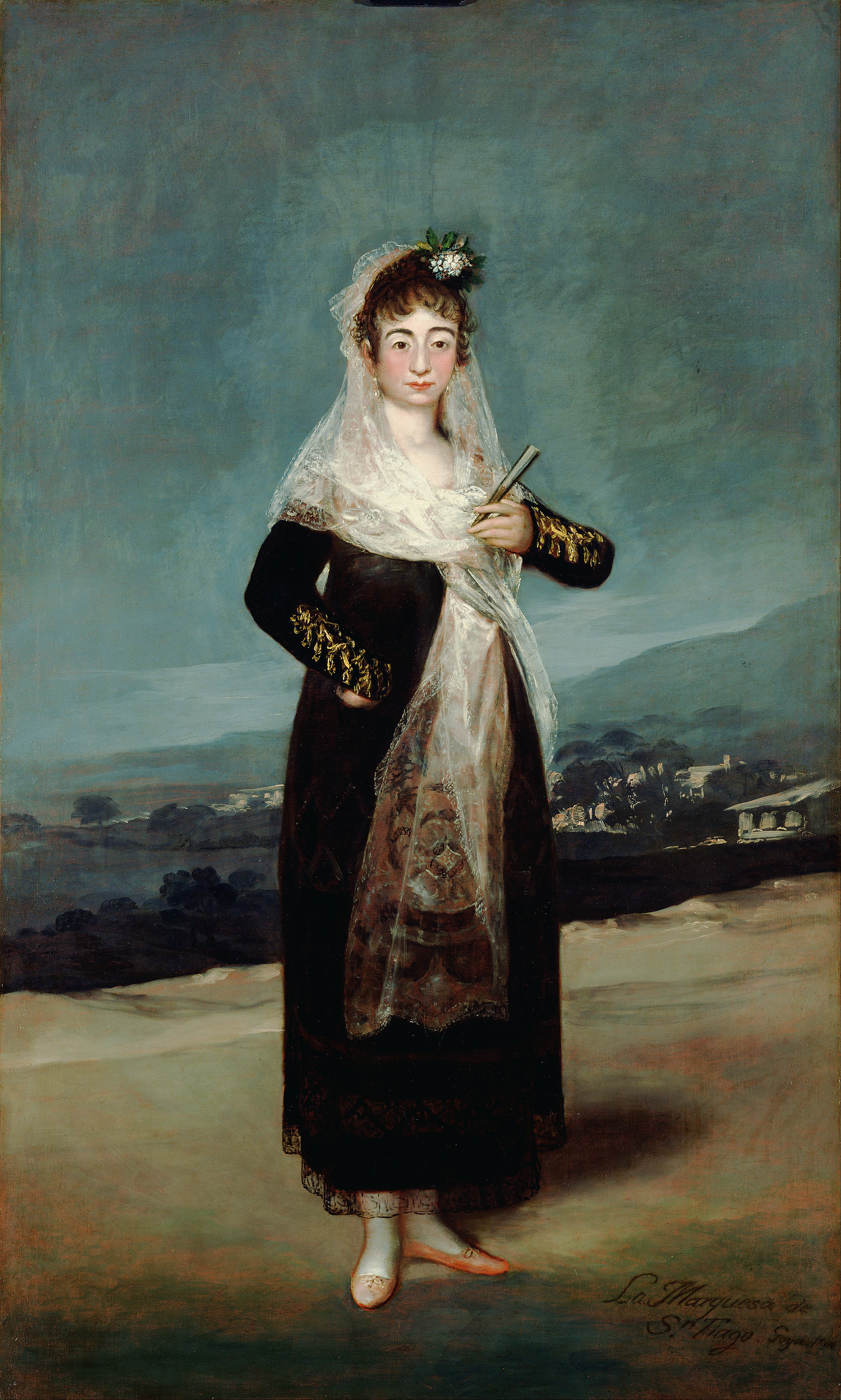
Soledad Rodríguez de los Ríos y Lasso de la Vega, V Marquesa de Santiago, retratada por Goya en 1804. Museo J. Paul Getty, Los Ángeles (California).

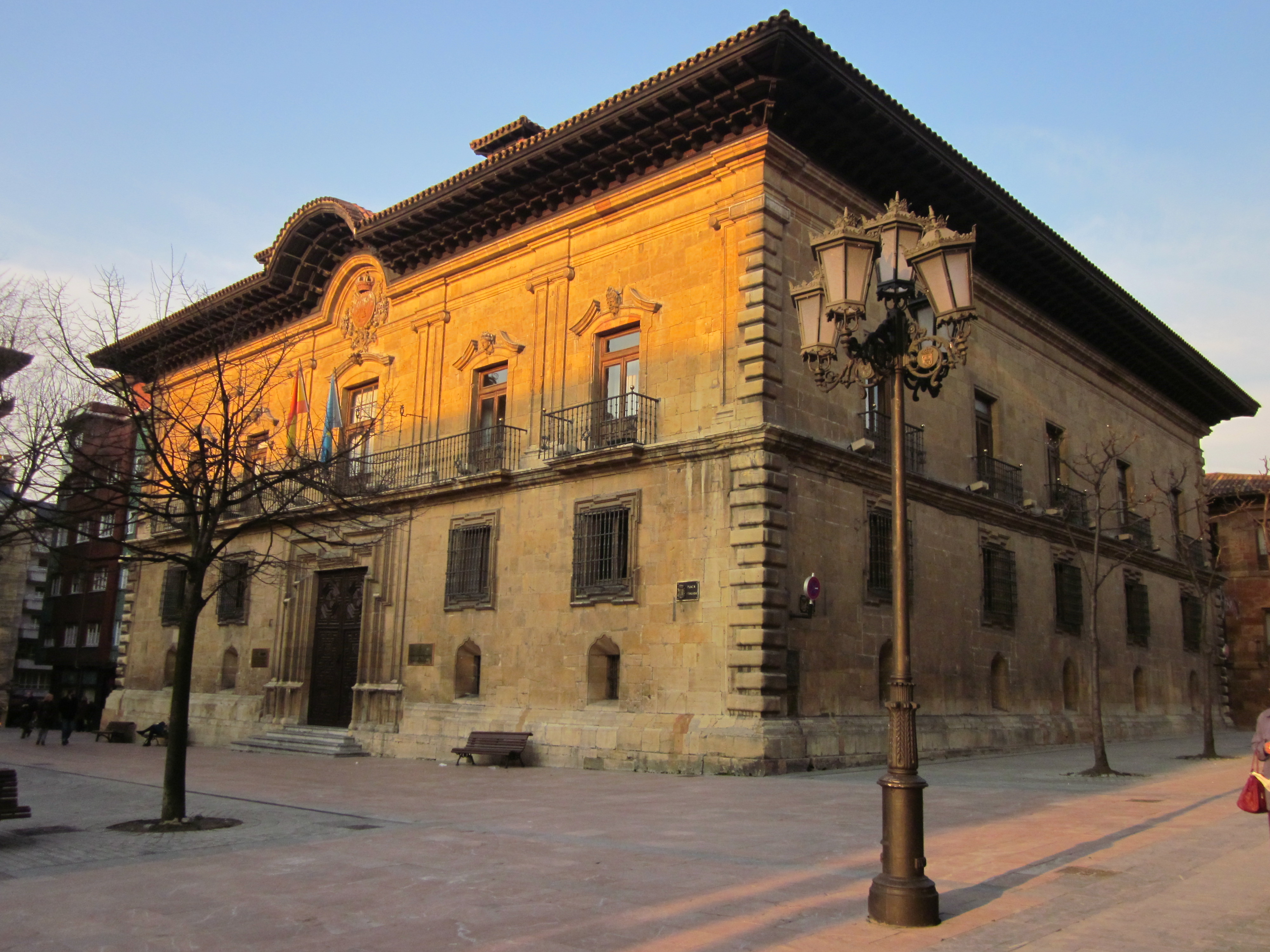
Palacio de los Marqueses de Campo Sagrado (Oviedo), donde nació Antonio Bernaldo de Quirós y Mariño de Lobera, el primer marido de la marquesa de Santiago.

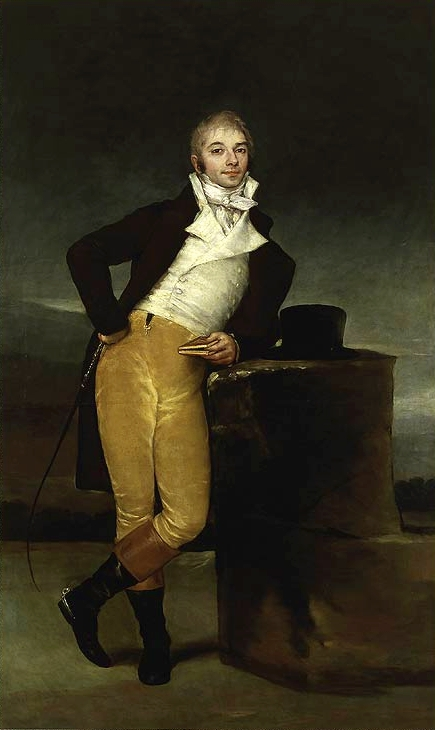
José María Magallón y Armendáriz, marqués de San Adrián, segundo marido de la marquesa de Santiago, retratado también por Goya en 1804. Museo de Navarra, Pamplona.

Por la prematura muerte de Fernando Rodríguez de los Ríos y Armendáriz, sucedió antes de mayo de 1798 su hermana consanguínea (hija del primer matrimonio de su padre)

#### María de la Soledad Isidra Rodríguez de los Ríos y Lasso de la Vega
V marquesa de Santiago, VI condesa de Zweveghem y V marquesa de la Cimada, natural de Madrid. Recibió el bautismo en la parroquial de San Sebastián el 19 de mayo de 1764, testó en Madrid el 29 de enero de 1790 ante Tomás González de San Martín y murió el 1.º de julio de 1807. Se educó en el colegio de las Salesas Reales. Tenía ocho años de edad cuando murió su madre, a quien sucedió en el condado de Zweveghem y demás feudos de Flandes y en el marquesado de la Cimada y mayorazgos de Málaga. Unos veinticinco años después, estando ya casada por segunda vez, heredó de su hermano menor el título y la fortuna paterna.
Aumentó la colección familiar de pintura con nuevas adquisiciones, entre ellas varios goyas. El genio de Fuendetodos la retrató dos veces: primero de niña, por encargo de su padre, y de nuevo en 1804, año en que pintó los retratos a juego de Soledad y del marqués de San Adrián, su segundo marido. Representó a ambos al aire libre, siguiendo la moda inglesa neoclásica, probablemente en su quinta del actual barrio de Chamberí. El Retrato de la marquesa de Santiago se exhibe actualmente en el Museo J. Paul Getty de Los Ángeles (California).

#### Personalidad
Es innegable que Goya, en su Retrato del Marqués de San Adrián, plasmó certeramente la personalidad del segundo marido de Soledad. Pero no se puede decir lo mismo del que le hizo a ella. La lánguida mujer del cuadro, sin garbo ni atractivo, de mirada ausente, se nos antoja anodina y sin chispa vital. Nada más lejos del carácter de la marquesa de Santiago que nos revelan sus anécdotas.
El retrato sí da fe de sus rasgos físicos: Soledad era una mujer frágil, enfermiza y poco agraciada. Se pintaba mucho y carecía del porte y elegancia natural que traslucían otras grandes damas de su tiempo, incluso cuando —jugando a ser manolas— emulaban las costumbres populares.
Pero era viva de carácter e ingenio, hablaba con donaire y desparpajo: para todo tenía una réplica picante.
La condesa de Fernán Núñez, que no se llevaba bien con ella, le afeó un día el exceso de maquillaje:
—¡Jesús!, Marquesa, pareces mi coche nuevo.
Y la de Santiago le contestó:
—Y tú, Condesa, a las mulas que tiran del mío.
Lady Holland, que la trató en su viaje por España y se hospedó en su casa de Aranjuez, la describe con frases muy significativas. La marquesa de Santiago le parecía «demasiado desenvuelta de modales y conversación». A causa de ello, «era mal admitida en sociedad por las damas». Lo que escandalizaba era el desenfado de la marquesa, no sus posibles liviandades. La duquesa de Alba o la marquesa viuda de Santa Cruz, por ejemplo, «podían haberse permitido ciertas licencias, pero jamás faltaban al decoro en su conversación y porte». En cambio la de Santiago, «según se dice, alardea de sus diversiones nocturnas». Consigna la Holland que Soledad era «inmensamente rica» y «muy derrochadora» y —nótese otra vez el contrapunto— que su marido navarro era un hombre «bien educado».
La marquesa de Santiago fue una espléndida anfitriona. En su palacio madrileño de la carrera de San Jerónimo ofreció algunas de las fiestas más suntuosas celebradas en la corte de Carlos IV.

#### Maridos e hijos
Casó en su parroquia natal el 29 de enero de 1783 con Antonio María Bernaldo de Quirós y Mariño de Lobera, conocido como vizconde de las Quintanas, natural de Oviedo, que fue bautizado en San Tirso el Real el 23 de diciembre de 1759 y murió en Madrid el 4 de julio de 1789. Era el hijo primogénito de Francisco Antonio Bernaldo de Quirós y Cienfuegos, a quien premurió, IV marqués de Campo Sagrado, señor de Villoria y del valle de Viñayo, alguacil mayor de Oviedo con vara de regidor, notario mayor de la Santa Cruzada de esta ciudad, donde poseía un hermoso palacio (hoy sede de la Audiencia), alférez mayor de Avilés y dueño de otro palacio en esta villa, colegial mayor de Santa Cruz de Valladolid, gentilhombre de manga y primer caballerizo del Infante Don Gabriel, y de Francisca de Sales Mariño de Lobera y Pardo de Figueroa, natural de Pontevedra, hija de los marqueses de la Sierra y de Villafiel, condes del Arco y de Guaro.
Viuda de Antonio y con Real Licencia, Soledad contrajo segundas nupcias en 1790 con un sobrino de su madrastra: José María Magallón y Armendáriz, marqués de San Adrián y de Castelfuerte, señor de Monteagudo, que durante este matrimonio obtuvo la grandeza de España de primera clase. Fue alumno del Seminario de Nobles de Vergara, procurador en las Cortes de Navarra, Académico de la Real de Bellas Artes de San Fernando, amigo de Cabarrús, de Moratín y de otros muchos ilustrados, y Gentilhombre de Cámara de Carlos IV con ejercicio y servidumbre desde 1804. Nacido en Tudela en 1763, era hijo de José María Magallón Beaumont de Navarra y Mencos, marqués de San Adrián y señor de Monteagudo, a quien sucedió en 1799, y de Josefa de Armendáriz y Acedo, de los marqueses de Castelfuerte (hermana de Antonia, la segunda mujer del III marqués de Santiago).
En 1807 falleció Soledad, dejando a su viudo una pensión vitalicia. A raíz de su viudez y de la subida al trono de José Bonaparte, el marqués de San Adrián derivó de las simpatías ilustradas al afrancesamiento. Sirvió en Palacio como Chambelán y Maestro de Ceremonias del Rey Intruso, y éste le condecoró con la Orden Real de España. Acabada la Guerra de la Independencia hubo de exilarse a Burdeos, de donde regresó a Navarra tras el Pronunciamiento de Riego. Fernando VII le purificó en 1829 y pudo volver a la corte y al desempeño de Gentilhombre. El Retrato del Marqués de San Adrián, uno de los más logrados de Goya, se encuentra actualmente en el Museo de Navarra, en Pamplona.
Del primer matrimonio de la marquesa quedaron dos hijos:
1. María Francisca Bernaldo de Quirós y Rodríguez de los Ríos, que nació en Madrid el 22 de noviembre de 1787 y falleció sin descendencia en París el 16 de octubre de 1819, siendo de 31 años de edad. Casó en 1810 con Nicolás Pascual del Pobil y Sannazar, marqués de Arneva, natural de Alicante, que la sobrevivió hasta 1837 y volvió a casar con Encarnación Ponce de León, hija de los duques de Montemar, de la que tuvo sucesión. Nació este señor en Alicante hacia 1780, hijo de Juan Crisóstomo Pascual del Pobil y Rovira, de los barones de Finestrat, maestrante de Valencia, coronel de Milicias Provinciales, natural y regidor perpetuo de Alicante, bautizado en San Nicolás el 30 de enero de 1721, y de Valeriana de Sannazar y Ordóñez de Villaquirán, nacida el 18 de diciembre de 1724 en Orihuela (Santas Justa y Rufina), donde casaron el 17 de octubre de 1752, hija a su vez de Jacinto de Sannazar, señor de Semiana, teniente coronel de Dragones, y de Teresa Ordóñez de Villaquirant, de los marqueses de Arneva.[79]
2. Y Antonio María Bernaldo de Quirós y Rodríguez de los Ríos, nacido en 1788, que sigue. Ambos hermanos, siendo huérfanos y menores de edad, suplicaron en 1807 a S.M. que aprobase el nombramiento de curador en la persona de su tío segundo José Fernando Queipo de Llano y Bernaldo de Quirós, conde de Toreno.[80] Este curador movió pleito al marqués de San Adrián, padrastro de sus pupilos, y obtuvo el secuestro de su pensión de viudedad.

Y del segundo marido fue unigénita
1. Francisca de Paula Isidra Magallón y Rodríguez de los Ríos, marquesa de Castelfuerte por cesión inter vivos de su padre. Nació en Madrid el 7 de mayo de 1797, fue bautizada el mismo día en la parroquial de San Sebastián y falleció antes que su padre en Burdeos, el 22 de abril de 1824. Casó en su parroquia natal el 15 de mayo de 1822 con Joaquín María Fernández de Córdoba Alagón y Vera de Aragón, conde de Sástago y de Glimes de Brabante, grande de España de primera clase, marqués de Aguilar, de Peñalba y de Espinardo, Gran Camarlengo de la Corona de Aragón, señor de muchos estados en este reino y en los de Castilla, Granada y Flandes, maestrante de Zaragoza, Gran Cruz de Carlos III, Diputado a Cortes, Senador vitalicio y Prócer del Reino, Presidente del Canal de Isabel II, Gentilhombre de Cámara de SS.MM. con ejercicio y servidumbre, etc., natural de Zaragoza, que fue bautizado en San Gil el 15 de septiembre de 1799 y murió en Madrid, feligresía de San José, el 17 de enero de 1857. Hijo de Francisco de Paula Fernández de Córdoba Alagón y la Cerda, poseedor de las mismas dignidades, natural de Zaragoza, y de Francisca Vera de Aragón y Manuel de Villena, marquesa de Espinardo, que lo era de Murcia. Tuvieron prole que se malogró,[81] y en 1830 el conde volvió a casar con María de la Soledad Hipólita Bernaldo de Quirós y Colón de Larreátegui, sobrina de su primera mujer, hija del VI marqués de Santiago (véase).

.

### Los Bernaldo de Quirós

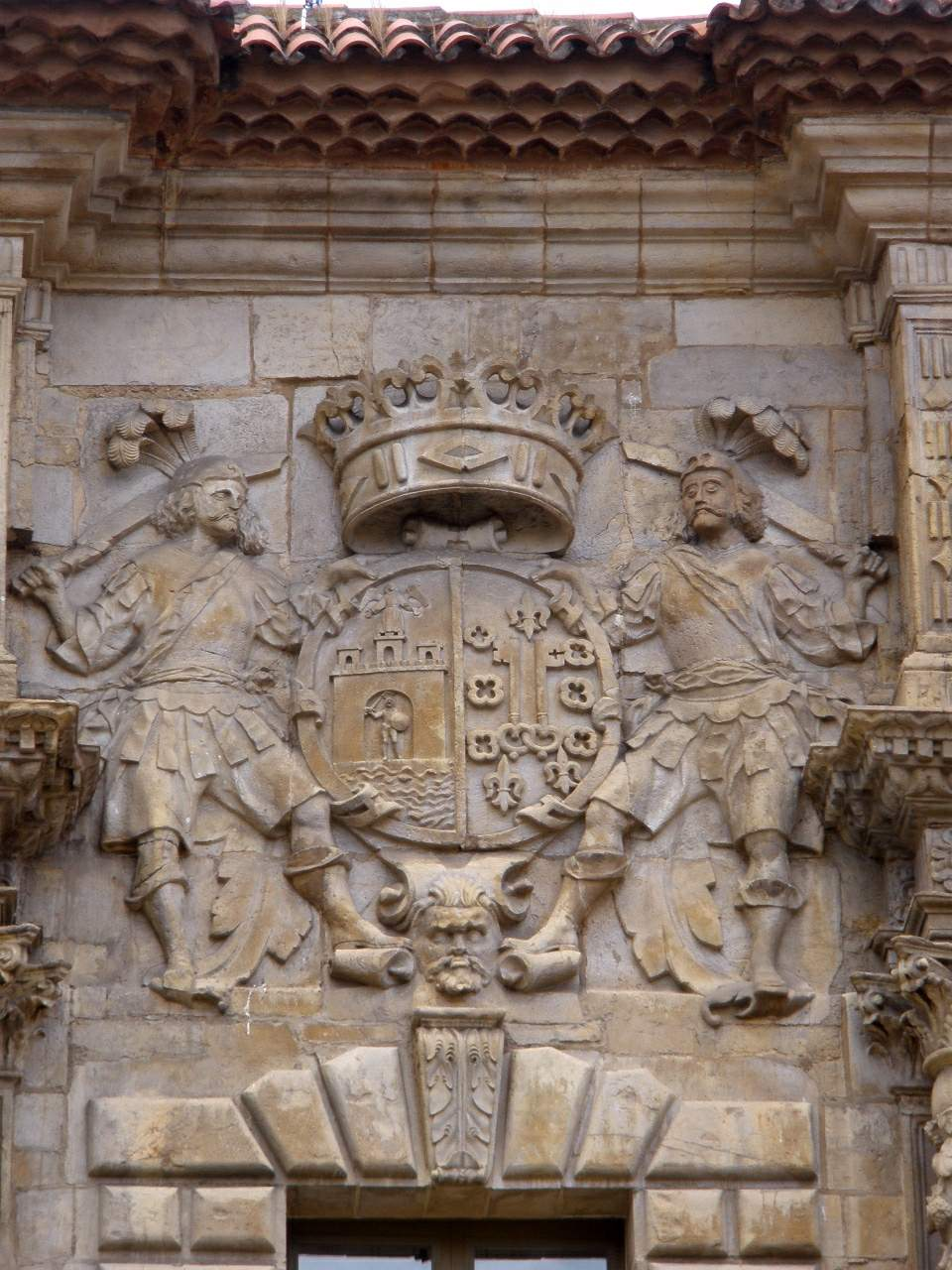
Escudo de los Marqueses de Camposagrado en su Palacio de las Alas de Avilés.

Antes de exponer la línea de marqueses de Santiago del linaje Bernaldo de Quirós, hay que decir algo sobre la enmarañada sucesión de los marquesados de Campo Sagrado y Monreal.
Como queda dicho, el primer marido de la V marquesa de Santiago, Antonio María Bernaldo de Quirós y Mariño de Lobera, fue hijo primogénito del IV marqués de Campo Sagrado. Sin embargo, sus descendientes no heredaron este título, porque los llamamientos del mayorazgo agnaticio al que estaba vinculado no contemplaban el derecho de representación: postergaban al hijo del primogénito premuerto y preferían al tío, hijo supérstite del causante. En efecto, después de los días del IV marqués de Campo Sagrado, habiéndole premuerto el primogénito, no sucedió en la casa su nieto el futuro marqués de Santiago, sino su hijo segundo el Doctor José Benito Bernaldo de Quirós y Mariño de Lobera, que era clérigo, Maestre Escuela de la Catedral de Cuenca y Sumiller de Cortina de S.M. Tomó posesión del mayorazgo en 1790 y fue V marqués de Campo Sagrado, pero dos años después renunció en favor de su hermano siguiente: Francisco Bernaldo de Quirós y Mariño de Lobera, que fue el VI marqués. Este Francisco fue General muy destacado en la Guerra de la Independencia y Ministro de la Guerra, y murió sin descendencia en 1837. Se suscitó entonces un complicado pleito por la sucesión en el que fueron parte los marqueses de Santiago, pero que terminó fallándose a favor de otra línea de los Quirós.
Estas vicisitudes coincidieron en el tiempo con la extinción de una línea menor de los Quirós, ocurrida en 1801 al morir sin sucesores agnados propincuos Joaquín Bernaldo de Quirós y Clarebout, marqués de Monreal, grande de España. Este señor era también clérigo, canónigo de la Catedral de Sevilla y Sumiller de Cortina de S.M. En 1794 había recibido la grandeza de España para agregar a su título, que era incompatible con el de Campo Sagrado y se había sucedido en su varonía desde que fue creado en 1683. Como último descendiente de la línea directa, el canónigo designó para que después de sus días sucediese en este marquesado y grandeza a su lejano pariente agnado Antonio María Bernaldo de Quirós y Rodríguez de los Ríos, de quien se hablará en seguida.
De este modo, los sucesores en el marquesado de Santiago, aunque perdían el título de Campo Sagrado (con los señoríos de Villoria y Viñayo y el palacio de Oviedo), heredaban el de Monreal y su mayorazgo radicado en Torrelaguna, accediendo así a la grandeza de España, aunque también sobre esta casa hubo pleitos. Es muy de señalar que, al acumularse los marquesados de Monreal y Santiago, los titulares de ambas mercedes prefirieron llamarse marqueses de Santiago, pese a que Monreal comportaba la grandeza y era más antiguo.
Volviendo a la relación de los marqueses de Santiago, después de los días de Soledad Rodríguez de los Ríos, sucedió en 1808 su hijo del primer matrimonio

#### Antonio María Bernaldo de Quirós y Rodríguez de los Ríos
VI marqués de Santiago, VI marqués de Monreal, grande de España, VII conde de Zweveghem y VI marqués de la Cimada, caballero de Montesa y maestrante de Valencia, colegial del Real Seminario de Nobles de Madrid, Prócer del Reino. Natural de Madrid, fue bautizado en la parroquial de San Sebastián el 13 de noviembre de 1788 y murió el 31 de diciembre de 1836. 

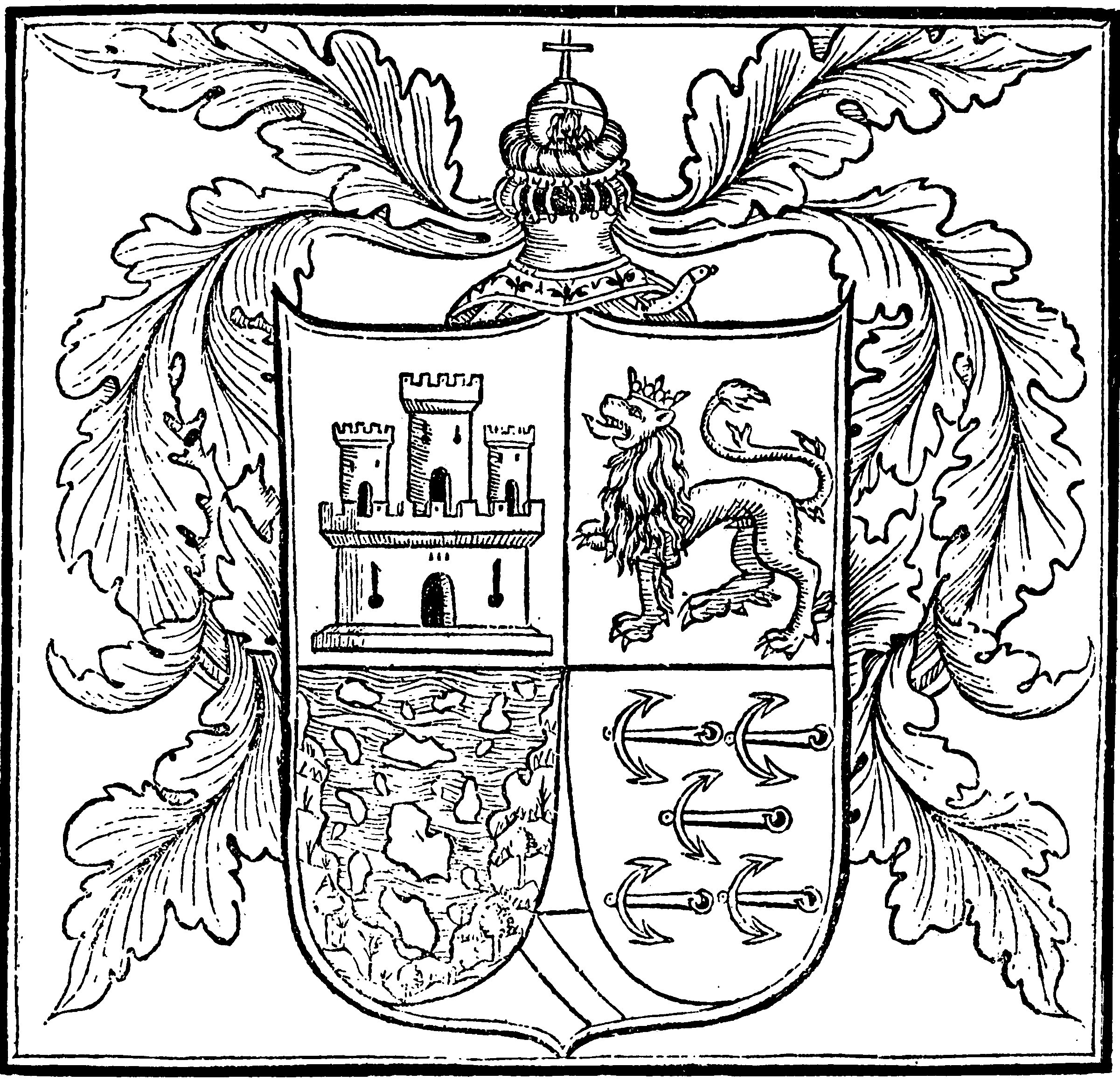
«A Castilla y a León, nuevo mundo dio Colón». Armas concedidas a Cristóbal Colón por los Reyes Católicos.

Casó con Real Licencia en Madrid, parroquia de San José, el 16 de julio de 1808, con Hipólita Colón de Larreátegui y Remírez de Baquedano, de igual naturaleza, bautizada en San Pedro el 14 de agosto de 1788 y fallecida el 10 de enero de 1837. Era hermana única de Pedro de los mismos apellidos, duque de Veragua, e hija de Mariano Colón de Larreátegui y Ximénez de Embún, duque de Veragua y de la Vega, grande de España, marqués de la Jamaica, Almirante de la Mar Océana y adelantado mayor de las Indias, grandes cruces de Carlos III e Isabel la Católica, consejero de Castilla y presidente de Hacienda, gentilhombre de Cámara de S.M. con ejercicio y servidumbre, natural de Granada, bautizado en Santa Ana el 2 de abril de 1742 y finado en Madrid el 18 de diciembre de 1821, y de María Guillermina Remírez de Baquedano y Quiñones, natural de Madrid, hija a su vez del marqués de Auñón, de la Rivera y de Andía, correo mayor de las Provincias Vascongadas.

Fueron padres de

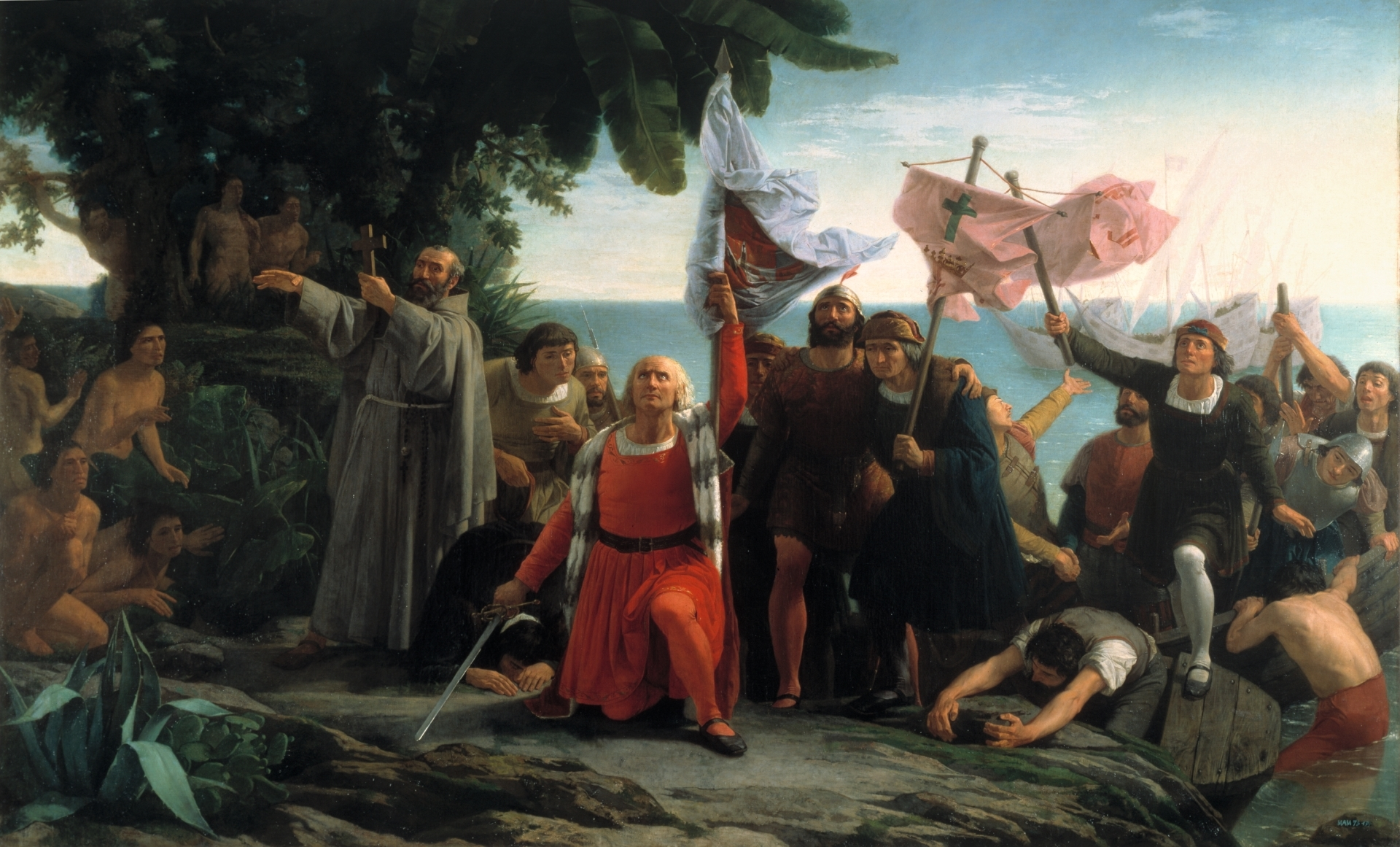
«A la primera isla que hallé puse nombre San Salvador a conmemoración de Su Alta Majestad, el cual maravillosamente todo esto ha dado; los indios la llaman Guanaham; a la segunda puse nombre la isla de Santa María de Concepción; a la tercera Fernandina; a la cuarta la Isabela.» (Cristóbal Colón a los Reyes Católicos). Pintura de Dióscoro Puebla (1862).

1. Antonio Hipólito Bernaldo de Quirós y Colón de Larreátegui, que sigue,
2. María de la Soledad Hipólita Bernaldo de Quirós y Colón de Larreátegui, dama noble de María Luisa,[88] natural de Madrid, que fue bautizada en la parroquial de San Sebastián el 8 de junio de 1810 y murió en la de San José el 6 de julio de 1857. Casó en la de su bautismo el 12 de julio de 1830 con Joaquín María Fernández de Córdova Alagón y Vera de Aragón, conde de Sástago, ya citado, que estaba a la sazón viudo de Francisca de Paula Magallón y Rodríguez de los Ríos, marquesa de Castelfuerte, tía carnal de Soledad. Tuvieron descendencia en que sigue la casa de Sástago.
3. Pedro Pablo Bernaldo de Quirós y Colón de Larreátegui, que seguirá (VIII marqués de Santiago).
4. Carlos José Enrique Bernaldo de Quirós y Colón de Larreátegui, que también seguirá (IX marqués de Santiago).
5. Guillermo Bernaldo de Quirós y Colón de Larreátegui, Comandante de Infantería, que nació en 1813 y murió sin descendencia el 3 de diciembre de 1853.
6. Hipólito Bernaldo de Quirós y Colón de Larreátegui, Gentilhombre de Cámara de S.M. con ejercicio, que nació en Madrid el 20 de septiembre de 1814 y murió el 25 de enero de 1894. Casó en Puente Genil el 15 de marzo de 1838 con María del Carmen Fernández de Padilla y Parejo, nacida en este pueblo cordobés el 3 de julio de 1816, hija de Francisco Fernández de Padilla Cosano y Arias de Saavedra, conde de Casa Padilla, y de María de la Encarnación Parejo y Cañero, naturales de la misma villa (entonces llamada La Puente de Don Gonzalo), donde casaron el 15 de septiembre de 1815. Con sucesión. Su hijo Luis Bernaldo de Quirós y Fernández de Padilla fue caballero de Santiago.[89]
7. María Dominga Bernaldo de Quirós y Colón de Larreátegui, dama noble de María Luisa,[90] natural de Madrid, que fue bautizada en la parroquial de San Sebastián el 8 de enero de 1816 y finó en la misma villa el 22 de agosto de 1884. Casó en su parroquia natal el 29 de diciembre de 1835 con Juan Bautista de Queralt y Bucarelli, conde de Santa Coloma, de Cifuentes, de las Amayuelas y de Fuenclara, marqués de Cañete, de Gramosa, de Vallehermoso, siete veces grande de España, marqués de Albaserrada, de Albolote, de Alconchel, de Besora, de Lanzarote, de Sot, de Taracena y de Valdecarzana, conde de la Cueva, de Escalante, de Gerena, de la Rivera, de Tahalú y de Villamor, alférez mayor de Castilla, teniente coronel del Ejército y exento de Guardias de Corps, senador del Reino, caballero de Santiago, gran cruz de Carlos III y maestrante de Sevilla, gentilhombre de Cámara de S.M. con ejercicio y servidumbre, natural de Sevilla, bautizado en San Lorenzo el 9 de octubre de 1814 y finado en Biarritz el 17 de abril de 1873. Hijo de Juan Bautista de Queralt y Silva, conde de Santa Coloma y de Cifuentes, marqués de Gramosa, etc., tres veces grande de España, jefe superior de Palacio, caballero del Toisón de Oro, gran cruz de Carlos III, senador y prócer del Reino, maestrante de Sevilla, natural de Barcelona, y de María del Pilar de Bucarelli y Silva, su primera mujer, marquesa de Vallehermoso, condesa de Fuenclara, etc., dos veces grande de España, natural de Sevilla. Con sucesión.
8. Águeda Bernaldo de Quirós y Colón de Larreátegui, dama de la Reina y de la Orden de María Luisa,[91] que nació el 7 de febrero de 1817 y murió en Madrid el 21 de enero de 1892. Casó el 18 de agosto de 1846 con el teniente general Francisco Javier Arias Dávila Matheu y Carondelet, conde de Puñonrostro, grande de España, marqués de Maenza, Alcalde de Madrid, director general de la Artillería, vocal de la Junta Consultiva de Guerra, presidente del Senado, caballerizo mayor y jefe superior de Palacio, caballero del Toisón de Oro y Orden de Calatrava|de Calatrava]], dignidad de obrero de esta Orden, vocal y Gran Cruz de la de San Hermenegildo, nacido en Cádiz el 3 de junio de 1812 y finado en Madrid el 2 de febrero de 1890, hijo de Juan José Arias Dávila Matheu y Mallea, conde de Puñonrostro, y de Felipa de Carondelet y Castaños, sobrina del General duque de Bailén. Con prole.
9. Francisca de Paula Bernaldo de Quirós y Colón de Larreátegui, natural de Madrid, bautizada en la parroquial de San Sebastián el 13 de abril de 1818 y fallecida el 14 de agosto de 1874 en la misma villa y excorte. Casó el 7 de marzo de 1840, previa información y Real Licencia,[92] con Manuel Fernández Durán y de Pando, V marqués de Perales del Río, grande de España, marqués de Tolosa, conde de Villanueva de Perales de Milla, Senador por derecho propio, Gran Cruz de Carlos III y maestrante de Valencia, Gentilhombre de Cámara con ejercicio y servidumbre de los reyes Isabel II y Alfonso XII, nacido en Madrid el 27 de diciembre de 1818 y finado en la misma corte el 26 de diciembre de 1886. Hijo de Antonio Fernández Durán y Fernández de Pinedo, marqués de Perales y de Tolosa, etc., natural de Aranjuez, y de María del Pilar de Pando y Fernández de Pinedo, de los marqueses de Miraflores, que lo era de Madrid. Con sucesión.
10. María del Carmen Bernaldo de Quirós y Colón de Larreátegui, natural de Madrid y bautizada el 12 de agosto de 1820 en la parroquial de San Sebastián. El 17 de septiembre de 1839 obtuvo Real Licencia para casar con Pedro O’Reilly y Calvo de la Puerta, hijo del Mariscal de Campo Pedro Pablo O’Reilly y de las Casas, II conde de O’Reilly, Gran Cruz de Isabel la Católica, natural de Madrid, bautizado en San José el 7 de noviembre de 1768, y de Francisca Calvo de la Puerta y Aparicio del Manzano, condesa de Buenavista, natural de La Habana, bautizada el 8 de noviembre de 1778 en el Sagrario de la Catedral, donde casaron el 11 de noviembre de 1792. Contrajo segundo matrimonio, capitulado en 1843, con Juan Nepomuceno de Ribera, antes Basile y Vergadá, IX barón de San Petrillo, capitán de Caballería de Lanceros del Rey, caballero laureado de San Fernando y maestrante de Sevilla, y Gentilhombre de Cámara de S.M., natural de Madrid, que fue bautizado el 11 de junio de 1812 en la desaparecida parroquial de San Luis[93] y falleció en la misma villa el 23 de marzo de 1893. Hijo de Juan Basile y Weyrother, natural de Nápoles, que sirvió en este reino como jefe de escuadra del Regimiento de Cazadores del Príncipe, y en España como comandante de Húsares de la Guardia Real de José I, y de María de las Mercedes Vergadá y Caudron de Cantin, VIII baronesa de San Petrillo y marquesa de Casa Cantín, natural de Valencia, en segundas nupcias de esta.[94] Sin descendencia de ninguno de sus dos matrimonios.
11. Joaquina Bernaldo de Quirós y Colón de Larreátegui, que debió de nacer en Madrid en 1821 o 22, dama noble de María Luisa,[95] mujer de Gaspar Cassani y Cron de Witte, de igual naturaleza, VI conde de Giraldeli (pontificio) y V de Cron, barón de Lardies, coronel de Infantería, gran cruz de San Fernando, hijo de José Antonio Cassani y Giraldeli, conde de Giraldeli y barón de Lardies, regidor perpetuo de la ciudad de Baza, que nació en Milán el 5 de julio de 1773, y de María Amalia de Cron y de Witte, condesa de Cron, dama noble de María Luisa, nacida el 26 de enero de 1784 en Madrid, donde casaron el 28 de noviembre de 1805. Con descendencia en que siguen dichos títulos.
12. Y Emilia Vicenta Bernaldo de Quirós y Colón de Larreátegui, que nació en Málaga el 23 de agosto de 1823 y finó en Madrid el 7 de julio de 1860. Casó en Madrid el 14 de junio de 1848 con Martín García Arista de Loygorri y García de Tejada, Brigadier de los Reales Ejércitos, caballero de las Órdenes Militares de Santiago y Malta, Grandes Cruces de San Fernando y San Hermenegildo, que nació en Cádiz el 19 de agosto de 1813 y murió en Madrid el 2 de octubre de 1885. Hermano del Teniente General Ángel García Loygorri, VII conde y I duque de Vistahermosa, Gran Cruz de Carlos III, e hijo del teniente general Martín García Arista y de Loygorri Ichaso y Virto, director e inspector general del Real Cuerpo de Artillería, caballero de Santiago, comendador de Pozo Rubio, Grandes Cruces de San Hermenegildo y San Fernando, natural de Corella, y de Manuela García de Tejada y Molviedro, dama de María Luisa, nacida en Sevilla, donde casaron el 2 de octubre de 1802. Con numerosa sucesión.

Sucedió por Real Carta del 20 de septiembre de 1845 su hijo

#### Antonio Hipólito Bernaldo de Quirós y Colón de Larreátegui
VII marqués de Santiago, de Monreal y de la Cimada, grande de España, VIII conde de Zweveghem, caballero de Santiago, maestrante de Valencia y Gran Cruz de Carlos III. Natural de Madrid, fue bautizado en la parroquial de San Sebastián el 11 de julio de 1809 y murió soltero y sin descendencia en la misma feligresía el 23 de enero de 1848.
Sucedió por Real Carta del 16 de mayo de 1852 su hermano

#### Pedro Pablo Bernaldo de Quirós y Colón de Larreátegui
VIII marqués de Santiago, de Monreal y de la Cimada, grande de España, mariscal de Campo, Segundo comandante general de Alabarderos, senador vitalicio del Reino, caballero de Santiago, Grandes Cruces de Carlos III y San Fernando, Gentilhombre de Cámara de S.M. con ejercicio. Nació en Madrid el 29 de junio de 1811, fue bautizado en la parroquial de San Sebastián el 1.º de julio y murió sin descendencia el 18 de julio de 1861.
Casó con Rosa Doz y Gordon, dama de la Reina, que nació el 28 de diciembre de 1812 y murió en Santander el 4 de agosto de 1875. Hija del teniente coronel Fermín Doz y Aguirre, caballero sanjuanista, y de María Gordon y Archimbaud, de la casa de Wardhouse; nieta de Manuel Doz y Funes, caballero pensionado de la Orden de Carlos III, natural de Tarazona, colegial del Mayor de San Vicente Mártir de Huesca, presidente de la Real Chancillería de Granada y consejero de S.M. en el Supremo de Castilla, y de María Josefa de Aguirre y Yoldi.
Sucedió por Real Carta del 7 de diciembre de 1861 su hermano

#### Carlos José Bernaldo de Quirós y Colón de Larreátegui
IX marqués de Santiago, de Monreal y de la Cimada, grande de España, General del Ejército, caballero de Santiago, Grandes Cruces de Carlos III, Isabel la Católica y San Hermenegildo, Senador vitalicio del Reino, Jefe de la Casa Militar de la reina Isabel II en París, y su Gentilhombre de Cámara con ejercicio y servidumbre. Fue bautizado en la iglesia madrileña de San Sebastián el 21 de agosto de 1812, y murió intestado en Santander el 21 de agosto de 1885. Parece que de niño le llamaban por su tercer nombre de pila: Enrique, pero de adulto se quedó con Carlos.
Casó en Madrid, parroquia de Santiago y San Juan Bautista, el 14 de febrero de 1853, con Carolina Arenas y Mata, natural de Madrid, que falleció en Corella el 12 de mayo de 1884, hija de Pedro Arenas y de María del Carmen Mata.
Tuvieron por hijos a
1. Emilio Bernaldo de Quirós y Arenas, nacido en Madrid el 13 de enero de 1856 y bautizado en San Martín.[110] Debió de morir niño.
2. Salvador Bernaldo de Quirós y Arenas, que sigue,
3. Manuel Bernaldo de Quirós y Arenas, marqués de la Cimada, que nació en Madrid el 11 de junio de 1861 y falleció el 2 de junio de 1920. Previa Real Licencia del 17 de noviembre de 1882,[111] casó en Madrid el 8 de enero de 1883 con María de la Cinta Acosta y Ros de Olano, nacida en 1859 en Villafranca del Panadés y fallecida en Tarragona el 14 de julio de 1939, hija del teniente general Juan Acosta y Muñoz, Ministro de la Guerra en 1873, capitán general de las Baleares, de Castilla la Vieja, de Valencia y de Andalucía, natural de Totana, y de Asunción Ros de Olano y Pérez Montenegro, de los marqueses de Guad-el-Jelú. Fueron padres de
  1. Juan Bernaldo de Quirós y Acosta, que seguirá, XI marqués de Santiago.
  2. María de las Mercedes Bernaldo de Quirós y Acosta, XIII marquesa de Santiago, de quien se hablará más abajo.
  3. Otro varón, que debió de morir sin descendencia durante la Guerra, casado con Clementina Lecompte.
  4. Miguel Bernaldo de Quirós y Acosta, que también seguirá, XII marqués de Santiago.
  5. Y María de la Gloria Bernaldo de Quirós y Acosta, nacida el 16 de abril de 1901. Casó el 16 de julio de 1920, librándose la Real licencia el 31 de agosto de 1922, con Ángel de Santisteban y Vivar, marqués de Pinares, vecino de Tarragona, nacido el 2 de junio de 1891 y finado en 1970, hijo de Juan Manuel de Santisteban y Salafranca Zúñiga, marqués de Pinares, caballero de Calatrava, y de N. de Vivar y Gazzino. Con descendencia en que sigue dicho marquesado y el de Monreal, con grandeza de España.
4. María del Carmen Bernaldo de Quirós y Arenas, gemela de Manuel y fallecida el 25 de enero de 1931. Casó el 3 de noviembre de 1883, previa Real Licencia del 5 de octubre, con Félix María Vejarano y Cabarrús, conde de Nava de Tajo, nacido en Madrid y bautizado en la parroquial de San Sebastián el 7 de septiembre de 1861, hijo de Félix Vejarano y Díez de Bulnes, diplomático, caballero de Carlos III, natural de Madrid, y de Enriqueta Cabarrús y Kirkpatrick, que lo era de Málaga, I condesa de Nava de Tajo y vizcondesa de San Enrique, dama noble de María Luisa. Con prole.[112]
5. Domingo Bernaldo de Quirós y Arenas, que nació en Madrid el 21 de diciembre de 1862 y murió en Perales del Río el 29 de agosto de 1889 (antes que su hermano Salvador). Casó en Madrid, parroquia de San Sebastián, el 9 de marzo de 1886, despachándose la Real Licencia el 16 de marzo, con María del Carmen de Chaves y Beramendi, nacida en Madrid el 2 de diciembre de 1862 y finada en la misma villa el 16 de febrero de 1930. Esta señora volvió casar en Madrid el 7 de junio de 1897 con Juan de Azúa y Suárez, catedrático de Medicina, y era hermana de Manuel, I marqués de Caudilla, y de Antonio de Chaves y Beramendi, a quien citaremos a continuación como marido de Mariana Bernaldo de Quirós. Hijos los tres de Manuel de Chaves y Loaysa, nacido en 1835 en Madrid, donde murió el 29 de junio de 1902, y de Fernanda de Beramendi y Goicolea, que nació en 1834 y murió el 15 de mayo de 1880, siempre en Madrid, donde casaron el 12 de enero de 1860; nietos de Mariano de Chaves y Villarroel, VII conde y I duque de Noblejas, grande de España, caballero de Santiago, y de Joaquina de Loaisa y Topete, su tercera mujer, de los marqueses de la Matilla, y maternos de Antonio de Beramendi y Freire, caballero de Carlos III, y de Concepción de Goicolea y Ariza. Fueron padres de
  1. Carlos Bernaldo de Quirós y Chaves, y de
  2. Fernando Bernaldo de Quirós y Chaves, nacido en Madrid el 2 de mayo de 1888. Fue el XI marqués de Monreal, grande de España, caballero de Montesa y Gentilhombre de Cámara de S.M. con ejercicio y servidumbre. Falleció sin hijos en Madrid el 22 de noviembre de 1953, casado con Pilar Rodríguez de Miguel, y le sucedió su sobrino segundo Juan Manuel de Santisteban y Bernaldo de Quirós, hijo del marqués de Pinares y de Gloria Bernaldo de Quirós y Acosta, antes citados.
6. Antonio Bernaldo de Quirós y Arenas, que nació el 5 de diciembre de 1865 y murió el 9 de noviembre de 1917. Casó el 20 de noviembre de 1890 con la francesa Yvonne de Cabarrús y Radiguet, nacida en 1860, hija de Gustave de Cabarrús, de los señores del castillo de Lalande en la Borgoña, y de Sophie Radiguet.[113] Tuvieron por hijos al menos a
  1. Carlos Bernaldo de Quirós y Cabarrús, nacido el 5 de septiembre de 1891. En 1915 solicitó la rehabilitación del condado de Zweveghem, que le fue denegada en 1923.
  2. Cristóbal Bernaldo de Quirós y Cabarrús, nacido en Buenos Aires en 1896, que combatió como soldado en la Primera Guerra Mundial. Primero sirvió en las fuerzas de Caballería inglesas, con las que pasó a Francia, y después se alistó en la Legión Extranjera Francesa. Murió el 14 de julio de 1916 durante el asalto a Belloy-en-Santerre, al explotar las granadas que llevaba.
  3. Fernando Bernaldo de Quirós y Cabarrús, nacido el 23 de junio de 1897 a bordo del trasatlántico San Fernando en ruta de la Argentina a Francia. También se alistó en la Legión Extranjera Francesa para combatir en la Gran Guerra. Fue herido varias veces, apresado por los alemanes en Santerre en abril de 1918, internado en Germeschen y liberado en diciembre de 1918. Murió en abril de 1919 a resultas de las heridas recibidas en combate.
  4. Y María del Carmen Bernaldo de Quirós y Cabarrús, que casó en noviembre de 1928, a bordo del trasatlántico Île de France en ruta de Europa a Nueva York, con Robert Albert Charles Esnault-Pelterie, ingeniero y aviador francés, pionero del diseño aeronáutico y astronáutico, que nació en París el 8 de noviembre de 1881 y murió en Niza el 6 de diciembre de 1957.[114]
7. Antonia Bernaldo de Quirós y Arenas.
8. Y Mariana Bernaldo de Quirós y Arenas, que obtuvo Real Licencia el 18 de marzo de 1889 y casó al año siguiente con Antonio de Chaves y Beramendi, hermano de Carmen, cuya filiación queda expuesta.

Sucedió por Real Carta del 4 de octubre de 1887 su hijo

#### Salvador Bernaldo de Quirós y Arenas
X marqués de Santiago y de Monreal, grande de España, diplomático, gentilhombre de cámara de S.M. con ejercicio y servidumbre. Natural de Madrid, fue bautizado en San Martín el 26 de marzo de 1859 y murió sin descendencia en Río de Janeiro el 20 de abril de 1891.
.

### Sucesión desde elsigloXX
Después de los días de Salvador Bernaldo de Quirós y Arenas, el marquesado de Santiago vacó durante más de veinte años. Hasta que sucedió por Real Orden del 19 de julio de 1912 su sobrino (hijo primogénito de su hermano Manuel Bernaldo de Quirós y Arenas, marqués de la Cimada)

#### Juan Bernaldo de Quirós y Acosta
XI marqués de Santiago y de Monreal. En 1912, con anuencia de su padre, solicitó la sucesión en los marquesados de Monreal, con grandeza de España, y de Santiago. Ambas mercedes, por haber vacado desde 1891, habían incurrido en caducidad. Pero atendiendo a que el peticionario era sobrino carnal del causante, su solicitud fue tramitada como «Sucesión diferida», eximiéndole así de los requisitos de una «Rehabilitación». El 19 de julio de 1912 se dictó la Real Orden que mandaba expedir Carta de Sucesión a su favor en ambos títulos, pero no se llegó a cumplir porque en febrero de 1915 el interesado desistió de su petición ante el Ministerio de Justicia, y la Real Orden fue anulada. Es por tanto discutible que llegase a ser titular de dichas dignidades.
Casó con Eugenia Martín, de la que tuvo por hija a
1. María del Carmen Bernaldo de Quirós y Martín, que casó con José Antonio de Corral. De quienes hay descendencia.

.
Sucedió por Real Carta del 31 de diciembre de 1915 su hermano

#### Miguel Bernaldo de Quirós y Acosta
XII marqués de Santiago, nacido el 20 de agosto de 1895. En 1915, después del conato y desistimiento de su hermano Juan, solicitó para sí las mercedes de marqués de Monreal, con Grandeza, y de marqués de Santiago. El 27 de septiembre de dicho año se dictó a su favor Real Orden de Sucesión en ambas, pero solamente pagó los derechos correspondientes al marquesado de Santiago, del que se le despachó Real Carta en la fecha indicada. Un Real Decreto del 4 de enero de 1917 mandaba anular la Real Orden de Sucesión en el marquesado de Monreal dada a su favor, tras haber caducado sus derechos por falta de pago. Ese mismo año sucedió en dicha grandeza su primo Fernando Bernaldo de Quirós y Chaves.
Casó en Madrid el 10 de octubre de 1915, con Real Licencia del 19 de abril anterior, con Beatriz de Aguilera y González-Sancho, la cual falleció viuda y sin hijos el 1.º de diciembre de 1947.
Sucedió por Carta del 2 de marzo de 1951 su hermana

#### María de las Mercedes Bernaldo de Quirós y Acosta
XIII marquesa de Santiago, que nació el 17 de marzo de 1886 y murió el 13 de julio de 1981.
Casó en 1916 con Leopoldo Lomba y Álvarez, Doctor en Derecho y en Teología, Alcalde de Hospitalet y Jefe Político del distrito de San Feliu de Llobregat durante la Dictadura de Primo de Rivera, fallecido en 1955.
Sucedió por Orden del Ministro de Justicia publicada en el BOE del 26 de agosto de 1982 su hija única

#### María de la Gloria Lomba y Bernaldo de Quirós
XIV marquesa de Santiago, que nació el 14 de enero de 1918 y falleció en Madrid el 21 de agosto de 2011.
Casó en 1941 con Enrique Bertolá y Marín, Profesor Mercantil, fallecido en Madrid el 6 de noviembre de 2002.
Sucedió por Orden del Ministro de Justicia del 26 de enero de 2012, publicada en el BOE del 9 de febrero, su hija

#### María de la Gloria Bertolá y Lomba
XV y actual marquesa de Santiago. Está casada con Felipe Pérez de Lema y Munilla.
.

## Armas
Según consta del expediente de Alcántara del III marqués de Santiago, los Rodríguez de la villa de Buitrago del Lozoya, y los Rodríguez de los Ríos, que provienen de ellos, traen: de plata, con cuatro palos de gules, y bordura de gules con ocho aspas de oro.
Rivarola les atribuye un escudo partido de los Ríos y Rodríguez que se puede blasonar así: Partido. 1.º De gules, tres ríos (o burelas ondadas) de oro. Bordura cosida con ocho cabezas de sierpe de oro. 2.º De oro, cuatro palos de gules, cortado de sinople con una venera de plata. Bordura de azur con ocho lises de oro. Ilustra esta composición con un grabado, y aduce las armas labradas en la sepultura de Juan Rodríguez de los Ríos, en el Oratorio de Sevilla, y un escudo «de madera dorada con sus colores» que había «sobre la puerta de la Capilla de San Joseph en la Iglesia de San Hermenegildo, de Padres Carmelitas Descalzos de Madrid».